# Jean-Baptiste-Joseph Fourier
Jean-Baptiste-Joseph Fourier (francès: Jean-Baptiste Joseph Fourier)  (Auxerre, 21 de març de 1768 - París, 16 de maig de 1830), o simplement Joseph Fourier, fou un matemàtic, físic i egiptòleg francès, conegut pels seus treballs sobre la descomposició de funcions periòdiques en sèries trigonomètriques convergents anomenades sèries de Fourier, que va acabar desenvolupant-se en l'anàlisi harmònica, així com en les seves aplicacions als problemes de propagació de la calor (Llei de Fourier) i de vibracions. La transformada de Fourier, mètode de càlcul que permet passar, de manera reversible, d'una funció a la sèrie trigonomètrica corresponent, té aquest nom en honor seu. Aquest mètode molt fructífer ha esdevingut essencial en la teoria del senyal, amb grans aplicacions per al processament i compressió de so i imatge digital. En són resultats directes la compressió d'imatges JPEG o els estàndards de telefonia 3G i 4G.
A Fourier també se l'acredita en general per la descoberta de l'efecte hivernacle.
El 1798, va participar en la campanya de Napoleó a Egipte i es convertí en un reputat egiptòleg. També va ser secretari a l'Institut Egipci que Napoleó va fundar al Caire. De retorn a França, va ser nomenat prefecte del departament d'Isère, i va començar els seus experiments sobre la propagació de la calor. Es va traslladar a París el 1816, i el 1822 va publicar la Teoria analítica de la calor, basant-se en part en la llei del refredament de Newton. A partir d'aquesta teoria va desenvolupar les denominades sèries de Fourier, de notable importància en el posterior desenvolupament de l'anàlisi matemàtica, i amb interessants aplicacions a la resolució de nombrosos problemes de física (més tard, Dirichlet va aconseguir una demostració rigorosa de diversos teoremes que Fourier va deixar plantejats).
Va deixar inacabat el seu treball sobre resolució d'equacions, que es va publicar el 1831 i que contenia una demostració del seu teorema sobre el càlcul de les arrels d'una equació algebraica.

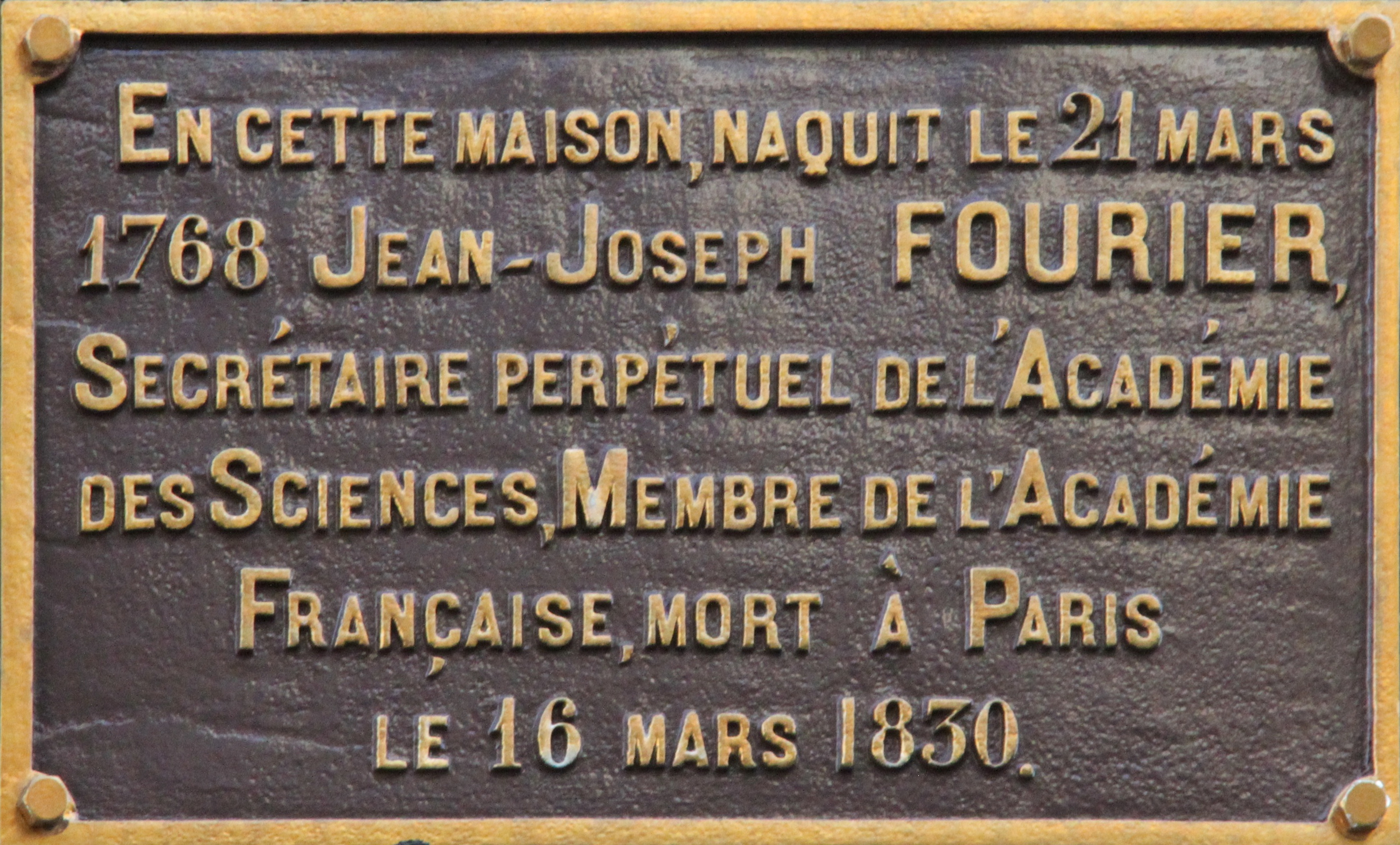
Placa a la casa natal de Joseph Fourier a Auxerre

## Biografia
Jean-Baptiste Joseph Fourier va ser el dotzè fill dels 15 que va tenir el seu pare, un sastre d'Auxerre, i de la seva mare, Edmée Germaine Lebègue. Va quedar orfe molt jove, ja que la seva mare va morir quan tenia nou anys i el seu pare l'any següent. L'organista d'Auxerre, Joseph Pallais, el va portar a l'internat que dirigia i amb la recomanació del bisbe d'Auxerre, monsenyor Champion de Cicé, el 1780 va ser internat a l'escola militar de la ciutat, una universitat benedictina del convent de Saint-Maur. Inicialment va mostrar talent per a la literatura però amb tretze anys va començar a involucrar-se en les matemàtiques. Als catorze anys, ja havia llegit els sis volums de Curs de matemàtiques d'Étienne Bézout i el 1783 va rebre el primer premi pel seu estudi de Mecànica general de Charles Bossut. Als setze anys el van promoure com a professor i va poder iniciar la seva investigació personal. En aquell moment només tenia dues vies: iniciar una carrera militar o l'Església.
Tot i que la seva sol·licitud duia l'aval del matemàtic Adiren-Marie Legendre, el ministre de la guerra va denegar el seu ingrés al cos d'enginyers o al d'artilleria perquè no era noble. En tant que les comissions del cos científic de l'exèrcit estaven reservades als fills de bona família i, com que no era elegible, el 1787 es va veure obligat a ingressar a l'abadia de Saint-Benoît-sur-Loire, on va ensenyar matemàtiques a altres estudiants novells. Tanmateix, el seu interès per les matemàtiques va persistir; va mantenir correspondència amb el professor de matemàtiques d'Auxerre i va enviar un manuscrit a Jean-Étienne Montucla a París. La dissolució dels ordres religiosos el va restaurar a la vida civil el 1789, pocs dies abans de prendre els seus vots.
De seguida va viatjar a París, on va presentar un document a la Reial Acadèmia Francesa de Ciències sobre les seves investigacions per a la solució d'equacions matemàtiques, un tema que l'interessaria de per vida. El 1790 va començar com a professor de matemàtiques en l'escola militar d'Auxerre (on havia estudiat). El 1793, seduït pels ideals republicans, participà en política adherint-se al Comitè Revolucionari d'Auxerre. Escrigué:
| « | Desenvolupant les idees naturals d'igualtat, és possible concebre la sublim esperança d'establir entre nosaltres un govern lliure, lliure dels reis i sacerdots i l'alliberament d'aquest doble jou que usurpa el sòl d'Europa. Tant apassionat estic per aquesta causa que, en la meva opinió, és la major i més bella acció que una nació pot dur a terme. | » |

Fourier va tractar de renunciar a la comissió revolucionària després del Regnat del Terror generat per la Revolució francesa, amb què no estava d'acord. Però llavors ja estava massa involucrat en la revolució per a abandonar. Aquesta activitat política va ser molt complicada per les diverses faccions revolucionàries que es van discutir violentament entre si. Fourier va acabar detingut el juliol de 1794, després d'haver defensat a Orleans una d'aquestes faccions. Va témer per la seva vida, especialment després de la mort de Robespierre condemnat a la guillotina. Fourier va acabar per ser alliberat a causa dels nous canvis de política en un moment molt turbulent.
Va continuar ensenyant matemàtiques a Auxerre, però a finals de 1794 va ser designat per estudiar en l'École Normale Supérieure de París. Aquesta institució havia estat fundada per la República per tal d'ensenyar als professors i va obrir el gener de 1795. Fourier va demostrar ser un dels estudiants més brillants. Va tenir com a professors Joseph Louis Lagrange, Pierre-Simon Laplace i Gaspard Monge, els majors dels fisicomatemàtics de l'època. A continuació, va començar a ensenyar en primer lloc al Col·legi de França, a continuació a l'École polytechnique sota la direcció de Lazare Carnot i Gaspard Monge, i va començar una activitat més formal en recerca matemàtica, i mantingué excel·lents contactes amb Lagrange, Laplace i Monge.
Torna a ser detingut per raons polítiques, però després de les crides dels seus alumnes i professors, i potser també per la política, és posat en llibertat. El 1795, va tornar a ensenyar a l'École polytechnique i el 1797 va succeir a Lagrange en ser nomenat per a la càtedra d'Anàlisi i Mecànica en aquesta escola. Va ser conegut pel seu ensenyament excepcional, a causa del seu gran do per a l'oratòria que ja havia manifestat en la política.
Fourier i altres companys de l'École polytechnique van acompanyar Napoleó en la seva expedició oriental a Egipte, el 1798. Fourier s'interessà per les antiguitats i va començar a reunir material que faria servir al seu retorn a França per a escriure el llibre Description de l'Égypte, que va ser l'estudi més complet sobre egiptologia fet fins al moment. Aïllat de França per la flota britànica, va organitzar els tallers de què l'exèrcit francès havia de disposar per als seus subministraments de munició. Ocupà l'alt càrrec d'un diplomàtic i es va convertir en secretari de l'Institut d'Egipte. El 1801, després de les victòries britàniques i la capitulació francesa, sota el comandament del general Menou, va tornar a França i va ser nomenat per Napoleó alcalde d'Isère, càrrec que va mantenir fins a la Restauració francesa. Després va ser nomenat alcalde de Grenoble.

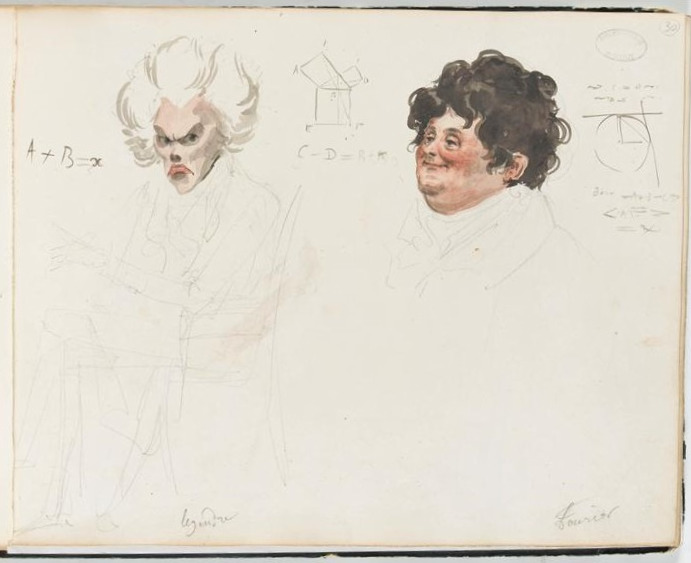
Caricatures en aquarel·la, de 1820, dels matemàtics Adrien-Marie Legendre (esquerra) i Joseph Fourier (dreta) per l'artista francès Julien-Leopold Boilly, aquarel·la retrat, figures 29 i 30 de l'Album de 73 Portraits-Charge Aquarelle's des Membres de l'Institute

El 1817 va ser elegit membre de l'Acadèmia Francesa de les Ciències, on el 1822, a la mort de Delambre, es va convertir en secretari de la secció de matemàtiques. El 1826 va ser elegit membre de l'Académie française, l'acadèmia literària de la llengua francesa per antonomàsia.
Fourier va desenvolupar a Grenoble la major part del seu treball teòric i experimental sobre la propagació de la calor. Això li va permetre donar forma a l'evolució de la temperatura mitjançant sèries trigonomètriques. El 1822 Fourier va escriure la Teoria analítica de la calor, una fita de la física matemàtica. Aquest treball contribueix a les bases de la termodinàmica, i és molt important per a la millora de la modelització matemàtica de fenòmens físics. Obre l'àrea matemàtica de la teoria de l'anàlisi de Fourier. Tanmateix, una simplificació excessiva i poc rigorosa va generar crítiques de Laplace i Lagrange.
En particular, aquest treball de Fourier estableix que una funció d'una variable, contínua o discontínua, es pot ampliar en una sèrie de múltiples de la variable. Aquest resultat és incorrecte, però té una gran importància per tal d'incloure la possibilitat d'ampliar-se d'aquesta manera també a funcions discontínues. Lagrange, que havia estudiat aquest problema amb anterioritat, va ser especialment crític amb la demostració de Fourier. Més tard, aquesta declaració va ser reforçada per matemàtics com Johann Dirichlet, François Budan de Boislaurent, i Jacques Charles François Sturm, que va presentar la versió final de l'anomenat teorema de Fourier el 1829.
Produí molts documents, entre els quals cal destacar Rapports sur les progrès des sciences mathématiques ('Informes sobre els avenços de les ciències matemàtiques'), publicats entre el 1822 i el 1829, i els Éloges ('Elogis') de Jean-Baptiste Delambre, William Herschel i Abraham Breguet. L'11 de desembre de 1823, va ser elegit membre estranger de la Royal Society de Londres.
Fourier creia que mantenir el cos embolicat en mantes era beneficiós per a la salut. Va morir el 16 de maig de 1830 quan va ensopegar i va caure per les escales de casa seva. Va ser enterrat en una tomba amb motius egipcis al cementiri Père Lachaise a París. Actualment la seva tomba és al costat de la de l'egiptòleg Jean-François Champollion, el famós filòleg que va desxifrar els jeroglífics de l'antic Egipte. Champollion morí el 4 de març de 1832 i, conforme als seus últims desitjos, va ser enterrat al costat de Fourier.

## Pedra de Rosetta
El 1801, Fourier va tornar de l'expedició de Napoleó a Egipte amb molts artefactes, incloent-hi una còpia pressionada en tinta de la Pedra de Rosetta. La pedra original va ser descoberta el 1799, i el 1802, ja havia estat divulgat una còpia impresa d'una traducció del text grec antic.
Nascut el 1790 com a setè fill d'una família pobra, el jove Jean-François Champollion es va unir al seu germà gran a l'Acadèmia de Grenoble el 1801. Fourier va esdevenir prefecte de la ciutat de Grenoble el mateix any. Champollion va ser ràpidament reconegut com un lingüista virtuós i autodidacte. En una reunió d'honorables, Fourier va mostrar a Champollion, quan tenia l'edat d'onze anys, una còpia en tinta de la Pedra de Roseta; restà sorprès que ningú n'hagués reeixit desxifrar el significat, i es va dedicar a la traducció de l'antic egipci. El 1806, Champollion amb el suport continu de Fourier i el seu germà gran, Jacques, va presentar un document en copte a l'Acadèmia de Grenoble amb una visió de l'antic egipci. A més, el 1809, Champollion va tornar després de dos anys a París a l'Acadèmia de Grenoble, després d'obtenir l'exempció del servei militar, gràcies a l'ajuda de Fourier. Al final, la primera i influent trobada de Fourier amb Champollion i la seva relació posterior van ser una peça clau en l'avenç dela traducció de l'antic egipci des del 1822 al 1824, amb la qual va esdevenir famós.

## Obra

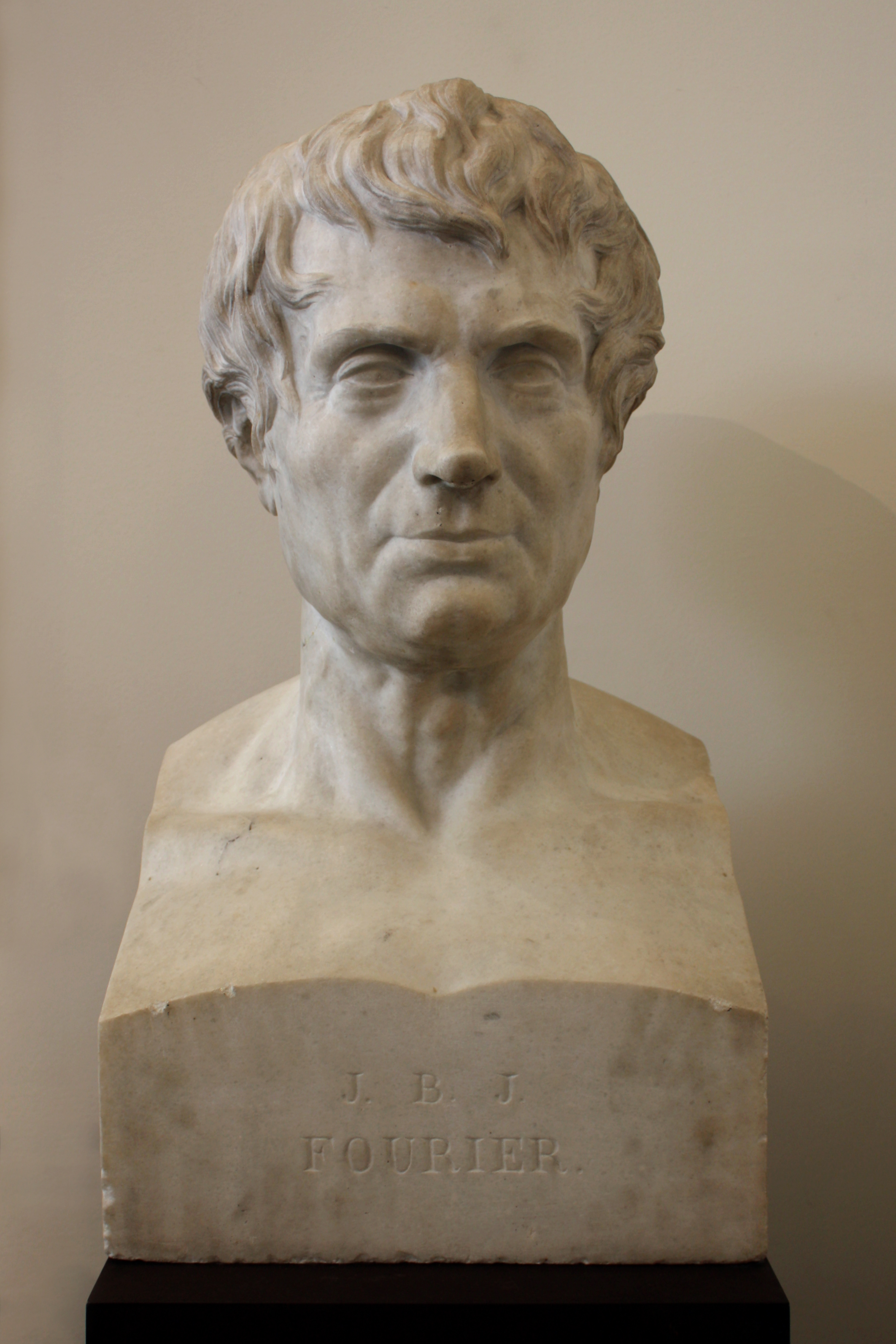
Bust de Fourier a Grenoble

A Grenoble va realitzar els seus experiments sobre la propagació de la calor, la qual cosa li permeté crear el model de l'evolució de la temperatura mitjançant sèries trigonomètriques. Aquest treball, que representa una gran millora en el modelatge matemàtic dels fenòmens, va contribuir a fonamentar les bases de la termodinàmica. Va obrir el camí per a la posterior teoria de la sèrie de Fourier i de la transformada de Fourier. Tanmateix, la simplificació excessiva que ofereixen aquestes eines va ser molt qüestionada, especialment pels seus mestres Pierre-Simon Laplace i Joseph-Louis Lagrange.
Fourier, probablement, va ser un des dels primers que va proposar una teoria que els gasos a l'atmosfera augmenten la temperatura a la seva superfície, és a dir, un primer esborrany de l'efecte d'hivernacle; això ho va fer el 1824. Els seus estudis sobre la calor el van portar a analitzar el balanç energètic en els planetes, que reben l'energia en forma de radiació de diverses fonts –la qual cosa n'augmenta la temperatura–, però també en perden per la radiació infraroja (el que ell va anomenar calor fosca), especialment quan la temperatura és alta, que tendeix a disminuir. D'aquesta manera assoleixen un equilibri, i arriben a augmentar la temperatura ambient mitjançant la reducció de la pèrdua de calor. Tanmateix, no va poder determinar amb precisió aquest equilibri. La llei de Stefan-Boltzmann, que estableix que tota matèria que es troba a una temperatura emet una radiació tèrmica, es va determinar cinquanta anys més tard.
Si bé l'efecte d'hivernacle és ara la base de la climatologia, Fourier és sovint citat com el primer que va introduir aquest concepte com, per exemple, per John T. Houghton, membre del Grup Intergovernamental sobre el Canvi Climàtic; així, es pren la data de 1827 com la primera menció de l'efecte d'hivernacle per Fourier. Tanmateix, l'article del 1827 és una nova versió de l'article original publicat en els Annales de Chimie et de Physique de 1824.
Es va basar en l'experiència d'H. B. de Saussure, naturalista i geòleg suís –considerat el fundador de l'alpinisme–, de col·locar un quadre negre sota la llum del sol. Quan es col·loca una placa de vidre a la part superior, la temperatura interior augmenta. La radiació infraroja no va ser descoberta per William Herschel fins a vint anys més tard.
Tot i que Fourier va observar que la principal font d'energia per a la Terra era la radiació solar i, per tant, que l'energia geotèrmica té poca influència, va cometre l'error d'assignar una important contribució a la qüestió de la radiació de l'espai interplanetari.

## Nombre de Fourier
En física i enginyeria, el nombre de Fourier (Fo) o mòdul de Fourier, anomenat així en honor de Joseph Fourier, és un nombre adimensional que caracteritza la conducció de calor. Conceptualment, és la relació entre la velocitat de la conducció de calor i la velocitat de l'emmagatzematge d'energia.

## Descobriment d'efecte d'hivernacle
A Fourier, se li reconeix el descobriment el 1824 que els gasos de l'atmosfera poden augmentar la temperatura de la superfície de la Terra. Aquest va ser l'efecte que més tard s'anomenaria l'efecte d'hivernacle. Ell va descriure el fenomen el 1824 i, ratificà amb nova documentació el 1827, que explica com l'atmosfera serveix per a crear un ambient càlid en el planeta. Això va crear el concepte de balanç energètic del planeta. Els planetes obtenen energia a partir d'una sèrie de fonts que causen l'augment de la temperatura. Per contra, els planetes també perden energia per radiació infraroja (que Fourier anomena calor fosca), amb l'augment de la taxa de temperatura. S'assoleix un equilibri entre el guany i la pèrdua de calor, l'atmosfera desplaça la balança cap a l'augment de la temperatura per l'alentiment de la pèrdua de calor. Fourier va entendre que la ràtio de radiació infraroja augmenta amb la temperatura; la llei de Stefan-Boltzmann, que dona la mida exacta d'aquesta dependència, va ser descoberta cinquanta anys més tard.
Fourier (1824), dona una visió pionera pel que fa al paper energètic de l'atmosfera en un article publicat com a resum d'una intervenció seva davant de l'Acadèmia Francesa de les Ciències, fonamentat en treballs previs duts a terme i publicats entre 1807 i 1809 sobre l'escalfament del planeta i el moviment periòdic del sistema solar, on va resumir les seves consideracions sobre l'efecte d'hivernacle.
Així escrivia Fourier sobre la temperatura de la Terra: «La Terra rep els raigs del Sol, els quals penetren la seva massa i es converteixenen en calor no lluminosa. La Terra posseeix el calor intern amb què fou creada, el qual contínuament és dissipat a la seva superfície i, finalment la Terra rep els raigs de llum i de calor d'innombrables estrelles, entre les quals hi ha el sistema solar. Aquestes són les tres causes generals que determinen la temperatura de laTerra.»
I sobre la Terra i el sistema solar: «…està col·locat en una regió de l'univers on tots els punts tenen una temperatura comuna i constant, determinada pels raigs de llum i de calor que envien tots els astres de l'entorn. La Terra està així submergida en la temperatura freda del cel planetari i, d'altra banda, s'escalfa pels raigs solars la distribució diferent dels quals produeix la diversitat del clima.»
També escriu Fourier: «la temperatura augmenta per la interposició de l'atmosfera, ja que la calor troba menys obstacle en penetrar per l'aire quan és llum, que quan l'ha de travessar convertida ja en calor fosca».
Fourier va reconèixer que la Terra rep energia principalment a partir de la radiació solar, perquè l'atmosfera és força transparent i la calor geotèrmica no contribueix gaire al balanç d'energia. No obstant això, va creure erròniament que existia una contribució significativa de la radiació de l'espai interplanetari.
Fourier es refereix a un experiment de Horace-Bénédict de Saussure, que va exposar una caixa negra a la llum del sol. Quan es col·loca una làmina de vidre a la part superior de la caixa, la temperatura interior de la caixa augmenta. La radiació infraroja va ser descoberta per William Herschel vint-i-cinc anys més tard.

## Equacions

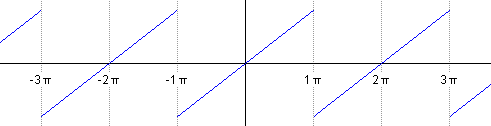
Gràfic d'una funció periòdica

Animació de la suma dels 5 primers harmònics

Fourier va deixar una obra inacabada sobre unes certes equacions, que va ser editada per Claude-Louis Navier i publicada el 1831. Aquest document contenia molts materials originals, en particular una demostració del seu teorema sobre el càlcul de les arrels d'una equació algebraica. Lagrange va mostrar com les arrels d'una equació algebraica es poden separar per una altra equació les arrels de la qual són els quadrats de les diferències de l'equació original. François Budan de Boislaurent, el 1807 i 1811, havia enunciat el teorema conegut amb el nom de Fourier, però la prova no va ser del tot satisfactòria. La prova de Fourier és la mateixa que la donada, normalment, als llibres sobre la teoria de les equacions. Jacques Charles François Sturm va donar la solució final del problema el 1829.
Una sèrie de Fourier és una sèrie infinita que convergeix puntualment en una funció periòdica i contínua a trossos (o per parts). Les sèries de Fourier constitueixen l'eina matemàtica bàsica de l'anàlisi de Fourier emprada per a analitzar funcions periòdiques amb la descomposició de la mencionada funció en una suma infinita de funcions sinusals molt més simples (com a combinació de sinus i cosinus amb freqüències senceres). Aquesta àrea de recerca s'anomena algunes vegades anàlisi harmònica.
Té aplicacions en moltes branques de l'enginyeria, a més a més de ser una eina summament útil en la teoria matemàtica abstracta. Es fa servir en l'anàlisi vibratòria, acústica, òptica, processament d'imatges i senyals, i compressió de dades. En enginyeria, per al cas dels sistemes de telecomunicacions, i mitjançant els components espectrals de freqüència d'un senyal donat, es pot optimitzar el disseny d'un sistema per al seu senyal portador. Es refereix a l'ús d'un analitzador d'espectres.

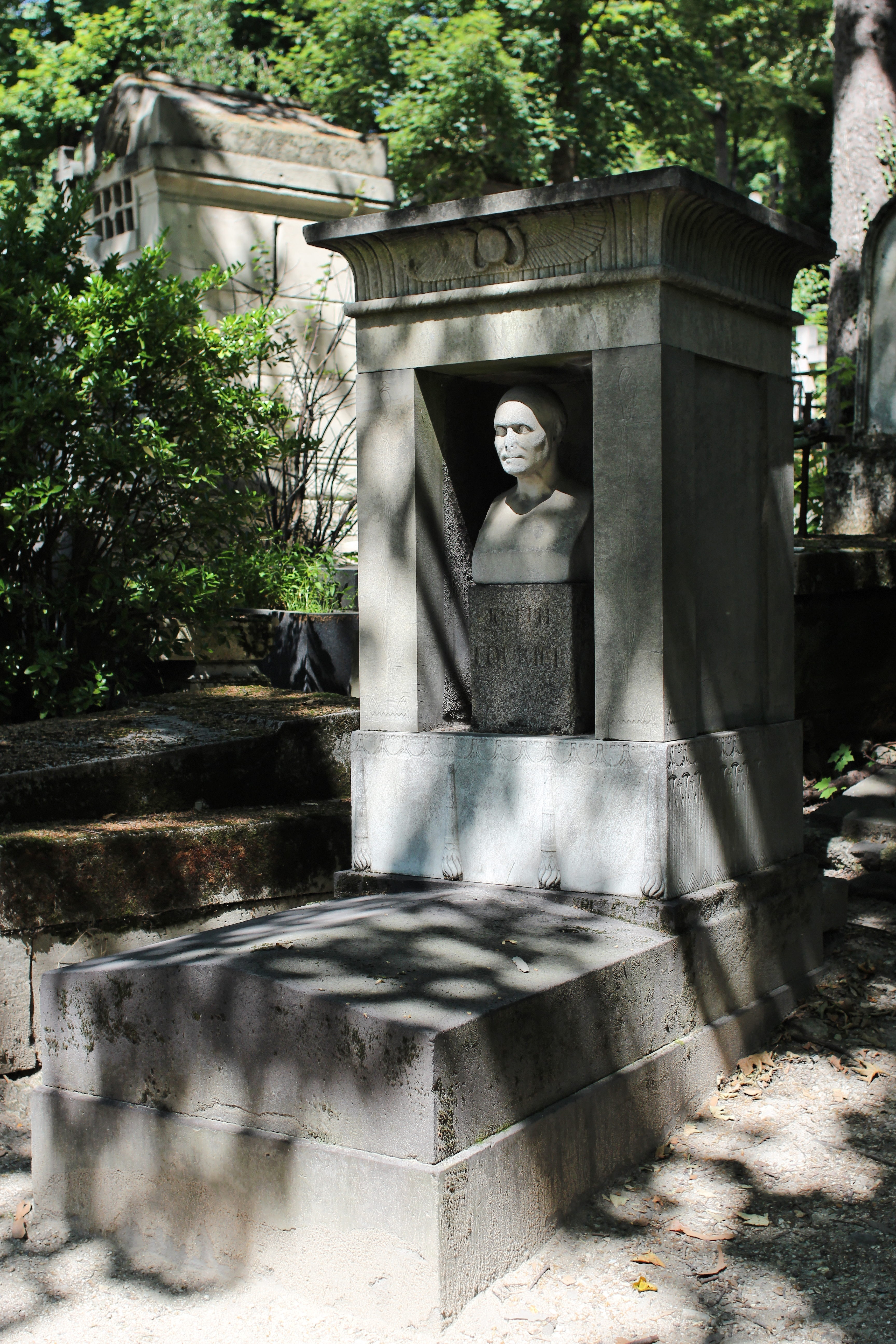
Tomba de Fourier al cementeri Père Lachaise de París, en estil eclèctic d'Egipte. Està compost per un bust en un naus amb cobres gravats als pilars i coronat per un disc solar alat flanquejat per dos uraeus. Aparentment, el bust de la tomba no és de Joseph Fourier. Sembla que el bust original va desaparèixer i el 1980 va ser substituït per l'actual que probablement és de l'anatomista François Chaussier.

## Homenatges
Alguns dels diversos homenatges que s'han realitzat al científic francès són els següents:
- És un dels setanta-dos científics que tenen els noms inscrits a la torre Eiffel (número 67/72).
- La seva lloança va anar a càrrec de François Aragó, de l'Acadèmia de Ciències, i de Victor Cousin, de l'Acadèmia Francesa (text p. 235-268).
- Va ser nomenat Baró de l'imperi el 1809.
- Cavaller (1804) i oficial de la Legió d'Honor francesa.
- La Universitat de Grenoble I porta el seu nom.
- L'institut (Lycée) de Secundària tècnica d'Auxerre, la seva ciutat natal, porta el seu nom (Lycée Joseph Fourier Arxivat 2016-03-14 a Wayback Machine.).
- Fourier està enterrat al cementiri de Père Lachaise a París, al costat de Champollion.
- El 1935, la Unió Astronòmica Internacional va batejar amb el nom de Fourier un cràter d'impacte de la Lluna.[17]
- Està registrat a les commemoracions nacionals del 2018 pels seus 250 anys. Es va publicar un còmic d'homenatge que relata la seva vida i les seves investigacions dins del seu context històric.[18]
- Abans de la fusió l'any 2015 de les tres universitats de Grenoble al campus de Saint-Martin-d'Hères, que va donar lloc a la Universitat de Grenoble-Alps, la Universitat de Grenoble-I era més coneguda com la Universitat Joseph Fourier. Encara avui hi ha penjat un retrat de Joseph Fourier a les parets dels anfiteatres de la planta baixa de l'establiment.
- Va inspirar un dels personatges de la novel·la històrica Le Secret de Champollion.
- Molts autors populars, com Stephen Hawking o Ian Stewart, posen el patrimoni científic de Fourier al capdavant de la història de la ciència.
- Hi ha un bon nombre de referències científiques i tècniques en què la Transformació de Fourier hi té un paper fonamental, com l'òptica Fourier, l'espectròmetre planetari de Fourier o les tecnologies de Fourier.
- L'any 2012 el Centre de Cultura Científica Tècnica i Industrial de Borgonya va llançar una subscripció nacional per erigir una nova estàtua la ciutat natal de Fourier (Auxerre). L'única escultura de Joseph Fourier que fins aquell moment havia existit es va fondre durant la Segona Guerra Mundial a causa de la recuperació de metalls no ferrosos per a la guerra. Després del conflicte bèl·lic es va fer un senzill medalló per reparar la indignació.[19]
- A Auxerre hi ha la Societé Joseph Fourier, creada l'any 2012 per donar a conèixer la vida i l'obra del matemàtic, així com participar en la difusió de la cultura científica en els àmbits que es deuen a Jean Joseph Fourier.[20]
- El Premi Atos - Joseph Fourier, que es convoca anualment, premia la contribució d'un investigador o d'un equip de recerca pel seu treball en els camps de la simulació digital, la intel·ligència artificial i l'edge computing.[21]

### (10101) Fourier
Se li va dedicar un asteroide que va ser descobert el 1992. Fourier (asteroide 10101) és un asteroide del cinturó principal, situat a 2,0265311 ua. Té una excentricitat de 0,0992907 i un període orbital de 1.232,67 dies (3,38 anys). Té una velocitat orbital mitjana de 19,85676153 km/s i una inclinació de 3,91624º. Va ser descobert el 30 de gener de 1992 per Eric Elst.

## Obres
- Théorie analytique de la chaleur, 1822. Œuvres, 1822.
- «Résumé théorique des propriétés de la chaleur rayonnante». Annales de chimie et de physique, 27, 1824, pàg. 236-281.
- «Mémoire sur les températures du globe terrestre et des espaces planétaires». Mémoires de l'Académie royale des sciences de l'Institut de France, 7, 1827, pàg. 569-604.
- «Mémoire sur la distinction des racines imaginaires, et sur l'application des théorèmes d'analyse algébrique aux équations transcendantes qui dépendent de la théorie de la chaleur» (en francès). Mémoires de l'Académie royale des sciences de l'Institut de France, 7, 1827, pàg. 605-624.
- Analyse des équations déterminées.  París: Firmin Didot frères, 1831.[Enllaç no actiu]
- «Remarques générales sur l'application du principe de l'analyse algébrique aux équations transcendantes». Mémoires de l'Académie des sciences de l'Institut de France, 10, 1827, pàg. 119-146.
- «Mémoire d'analyse sur le mouvement de la chaleur dans les fluides». Mémoires de l'Académie royale des sciences de l'Institut de France, 12, 1833, pàg. 507-530.
- «Rapport sur les Tontines». Mémoires de l'Académie royale des sciences de l'Institut de France, 5, 1821, pàg. 26-43.
- Œuvres de Fourier, publiées par les soins de M. Gaston Darboux. 1.  París: Gauthier-Villard et fils, 1888.

- Œuvres de Fourier, publiées par les soins de M. Gaston Darboux. 2.  París: Gauthier-Villard et fils, 1890.